# Georg Ericson
Georg Ericson (ur. 18 grudnia 1919, zm. 4 stycznia 2002) – szwedzki piłkarz występujący na pozycji bramkarza, trener.

## Kariera piłkarska
W trakcie kariery piłkarskiej Ericson był związany z klubem IFK Norrköping. Występował tam w latach 40. XX wieku. W tym czasie zdobył z klubem pięć mistrzostw Szwecji (1943, 1945, 1946, 1947, 1948) oraz dwa Puchary Szwecji (1943, 1945).

## Kariera trenerska
Po zakończeniu kariery Ericson został trenerem. Jego pierwszym klubem było IFK Norrköping, w które trenował w latach 1958-1966. W tym czasie zdobył z klubem trzy mistrzostwa Szwecji (1960, 1962, 1963). W 1971 roku został trenerem reprezentacji Szwecji. W 1974 roku wystąpił z nią na mistrzostwach świata. Kadra rozegrała tam sześć spotkań - z Bułgarią (0:0), Holandią (0:0), Urugwajem (3:0), Polską (0:1), RFN (2:4) oraz Jugosławią (2:1). Tamten mundial kadra Szwecji zakończyła na drugiej rundzie. W 1978 roku Ericson ponownie wystąpił z reprezentacją Szwecji na mistrzostwach świata. Rozegrała ona tam trzy mecze - Brazylią (1:1), Austrią (0:1) oraz Hiszpanią (0:1), a z turnieju odpadła po fazie grupowej.